# Крок (герб)
Крок (пол. Krociusz, Krocyusz, Strocyusz, Krocia) — польский дворянский герб.

## Описание
В голубом поле три полумесяца рядом, обращенные рогами в правую сторону. Эмблема эта принесена из Италии.

## Герб используют
4 родаKrocki, Nowakowski, Strocki, Строцци (семья) (Strozzi)